# Pennzoil
Pennzoil es una compañía petrolera estadounidense fundada en Los Ángeles, California, en 1913. En 1955, fue adquirida por South Penn Oil, una antigua sucursal de Standard Oil, con sede en Oil City, Pensilvania. En 1963, South Penn Oil se fusionó con Zapata Petroleum, y la compañía fusionada se llamó "Pennzoil". En 1968, Pennzoil compró la United Gas Corporation, a través de una "compra apalancada", que fue necesaria ya que la United era más grande que Pennzoil.
Durante la década de 1970, la compañía trasladó sus oficinas a Pennzoil Place en el centro de Houston, Texas.
En 1977 se formó una empresa spin-off llamada POGO, acrónimo de Pennzoil Offshore Gas Operators.
En 1999, el negocio de E&P de Pennzoil (conocida como PennzEnergy) fue adquirido por Devon Energy, con sede en la ciudad de Oklahoma, y el negocio ahora conocido como Pennzoil-Quaker State Company fue comprado por Royal Dutch Shell formando SOPUS (Shell Oil Products US).